# USS 에이브러햄 링컨 (CVN-72)
USS 에이브러햄 링컨 (CVN-72)은 미국 해군 니미츠급 항공모함의 5번함이다.

## 역사
2차 대전 전까지만 해도 군함에 사람 이름을 붙이지 않았다. 영해를 지키는 군함 역시 영토의 일부로 여겼기 때문이다. 그래서 주로 도시 이름을 붙였다.
2003년 5월 1일, 조지 W. 부시 미국 대통령이 걸프만에 위치한 링컨함에서 사실상의 '이라크 전쟁 종료'를 선언했다. 에이브러햄 링컨호는 이라크 전쟁을 위해 2003년 1월 21일 걸프만에 배치됐으며, 이라크의 수도 바그다드가 함락된 다음 날인 2003년 4월 10일 모항인 워싱턴주 에버럿으로 귀환하라는 명령을 받았다.
2006년 3월 25일, 한미 연합전시증원연습(RSOI)을 위해 링컨함이 최초로 한국을 방문했다.
2012년 4월 9일, 이란 핵문제로 인해, 바레인에 본부가 있는 제5함대 (미국) 소속 링컨함에 이어, 엔터프라이즈함이 배치되었다. 지난 10년 동안 페르시아만에 미항모 2척이 배치된 것은 이번이 네번째이다.
2013년 2월 미국 국방부의 지시로, 핵연료 교체, 신형 장비 설치, 기존 장비 전체 분해 작업 등 4년간의 '종합재정비'(RCOH)를 받고 있다.
2013년 8월 31일, 오바마 행정부의 척 헤이글 국방장관이 미국 상원 청문회에 출석해 현재 11척인 항공모함을 8척이나 9척으로 축소하고 해병대도 18만2000명에서 15만~17만5000명 사이로 줄이는 것을 검토하고 있다고 말했다. 링컨함은 이미 오버홀에 들어가 퇴역 대상에서 제외되었으며, 아직 오버홀에 들어가지 않은 노후함 3척을 퇴역시킬 것을 검토했지만, 계속 사용하기로 했다.
2018년 링컨함은 F-35C 라이트닝2 스텔스 전투기를 미국 항공모함 중 최초로 탑재할 계획이다.

## 갤러리

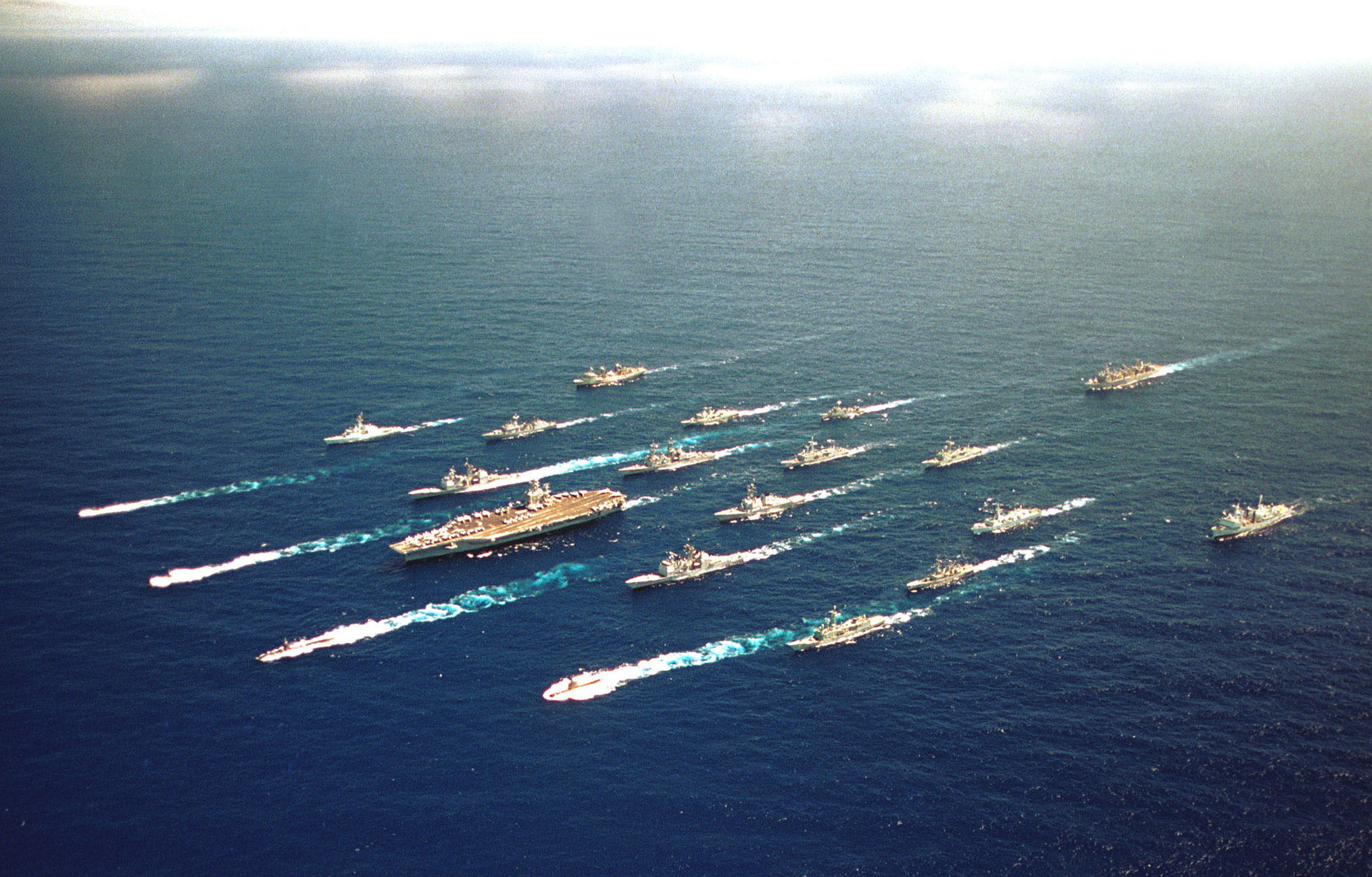
림팩 2000에 참가한 링컨함
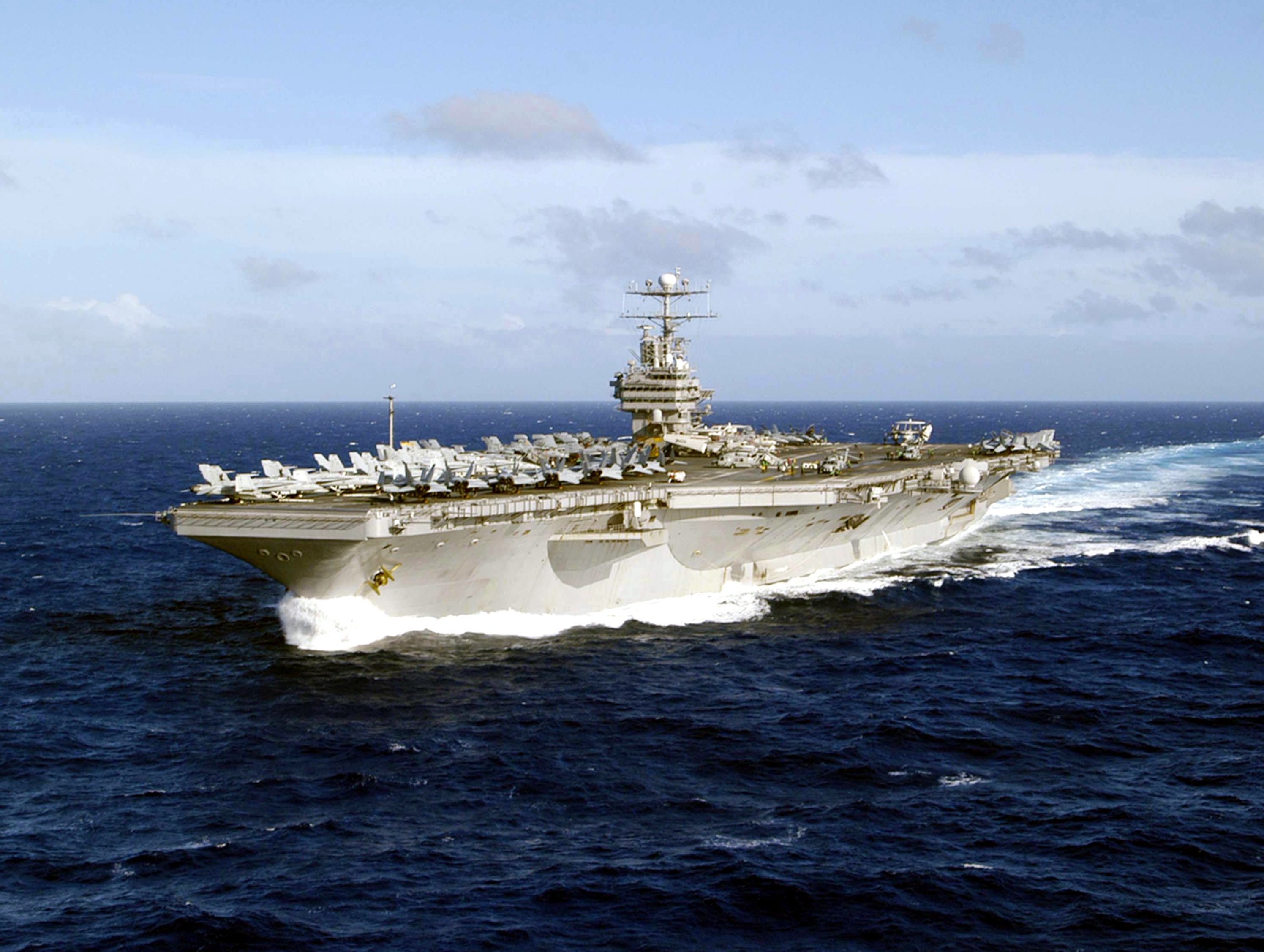
2004년 서태평양을 항해중인 링컨함
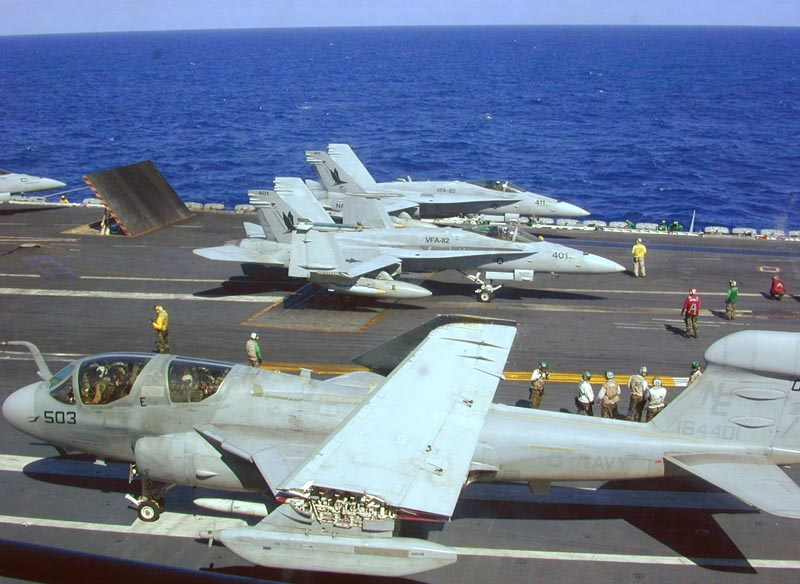
링컨함의 F/A-18 호넷, EA-6B 프라울러
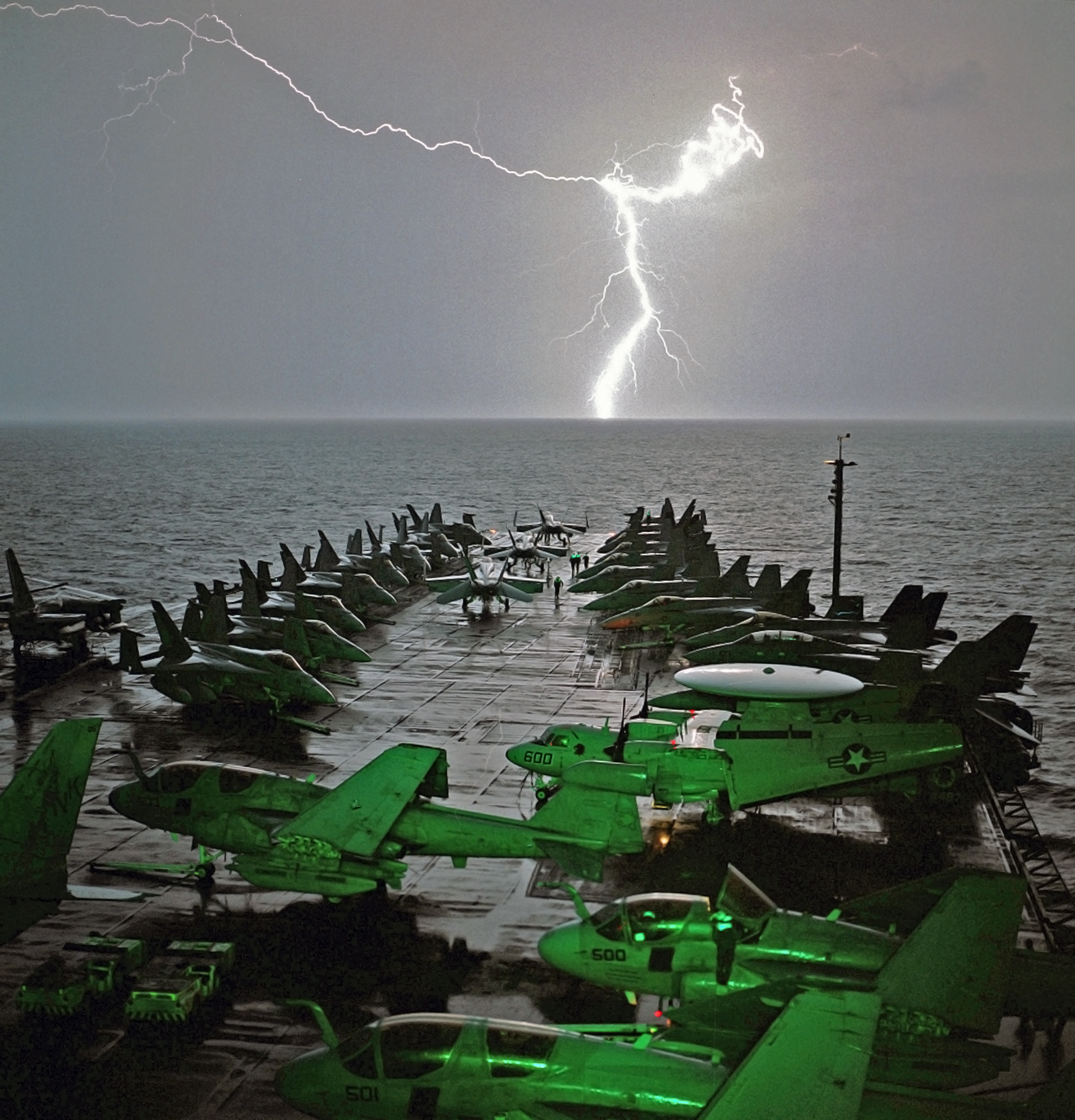
아라비아해의 링컨함
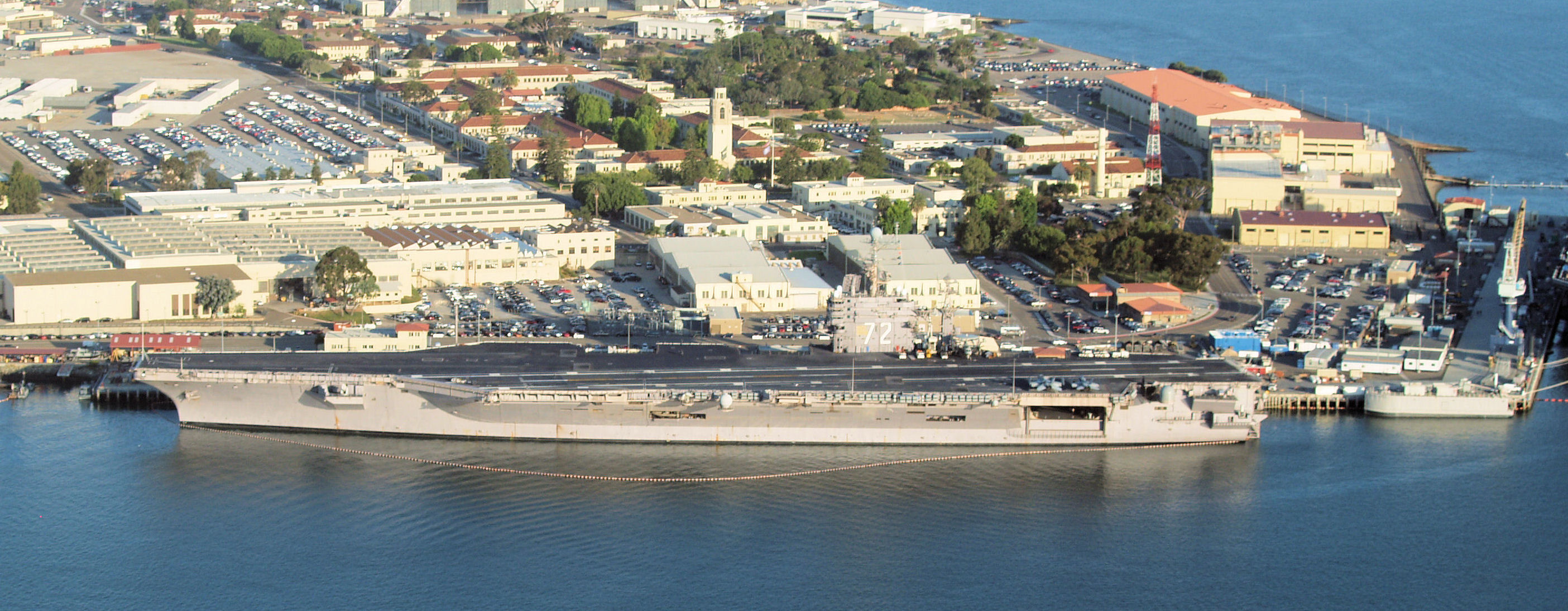
2011년 샌디에이고만의 링컨함